# Ctenolophon
Ctenolophon ist die einzige Pflanzengattung der Familie der Ctenolophonaceae innerhalb der Ordnung der Malpighienartigen (Malpighiales).

## Beschreibung
Die Ctenolophon-Arten sind große Bäume oder Sträucher. Die gegenständigen, gestielten Laubblätter sind einfach, ledrig und haben einen glatten oder gewellten Rand. Die Nebenblätter sind schuppenförmig klein.
In Blütenständen sind viele Blüten zusammengefasst.
Die radiärsymmetrischen Blüten sind zwittrig und meist fünfzählig. Je fünf Kelchblätter sind frei oder teilweise verwachsen. Die fünf Kronblätter sind frei. Es sind zwei Kreise mit je fünf Staubblättern vorhanden; sie sind an der Basis verwachsen. Zwei Fruchtblätter sind zu einem synkarpen, oberständigen Fruchtknoten verwachsen. Der Stempel hat eine zweilappige Narbe.
Auf den enggerippten Kapselfrüchte sind noch die Kelchblätter vorhanden; sie werden beim Trocknen grau und enthalten nur einen Samen. Der Same ist kleiner als 5 mm und von einem haarigen Arillus umgeben.

## Nutzung
Von Ctenolophon parvifolius wird das Holz genutzt. (deutsch)

## Verbreitung
Die Vertreter der Gattung Ctenolophon besitzen ein disjunktes Areal: zum einen in Westafrika und zum anderen auf dem Malaiischen Archipel.

## Systematik
In der Gattung der Ctenolophon Oliv. und damit in der Familie sind nur etwa zwei (bis vier Arten) enthalten:
- Ctenolophon englerianus Mildbr. (Syn.: Cubilia rumphii Blume): Die Heimat ist das südliche Nigeria, Gabun, Kamerun, Zaire und das nördliche Angola.[2]
- Ctenolophon parvifolius Oliv. (Syn.: Ctenolophon grandifolius Oliv., Ctenolophon philippinensis Merr.): Die Heimat ist Thailand bis Neuguinea und den Philippinen.[2]